# Lipotriches smaragdula
Lipotriches smaragdula är en biart som först beskrevs av Gregory B. Pauly 1984.  Lipotriches smaragdula ingår i släktet Lipotriches och familjen vägbin. Inga underarter finns listade i Catalogue of Life.